# Leigh Hobson
Pour les articles homonymes, voir Hobson.
Leigh Hobson, née le 10 août 1970 à Kitchener, est une coureuse cycliste professionnelle canadienne.

## Palmarès sur route
- 1996
  - 3e du championnat du Canada sur route
  - 22e de la Course en ligne féminin aux championnats du monde de cyclisme sur route
- 1997
  - 29e de la Course en ligne féminin aux championnats du monde de cyclisme sur route
- 1998
  - 3e étape de Fitchburg Longsjo Classic
  - 3e de la Killington Stage Race
  - 37e de la Course en ligne féminin aux championnats du monde de cyclisme sur route
- 2000
  - 3e du championnat du Canada sur route
  - 3e du Redlands Bicycle Classic
- 2006
  - 2e étape de Tri-Peaks Challenge
  - 3e du championnat du Canada sur route
- 2007
  - 2e du Tour de Nouvelle-Zélande féminin
  - 3e du championnat du Canada du contre-la-montre
  - 31e de la Course en ligne féminin aux championnats du monde de cyclisme sur route
- 2008
  - 5e étape de Tour of the Gila
  - 2e de Tour of the Gila
  - 2e du championnat du Canada sur route
  - 3e de la Coupe du monde cycliste féminine de Montréal
  - 17e de la Course en ligne féminine de cyclisme sur route aux Jeux olympiques d'été de 2008